# Hessische Dialekte

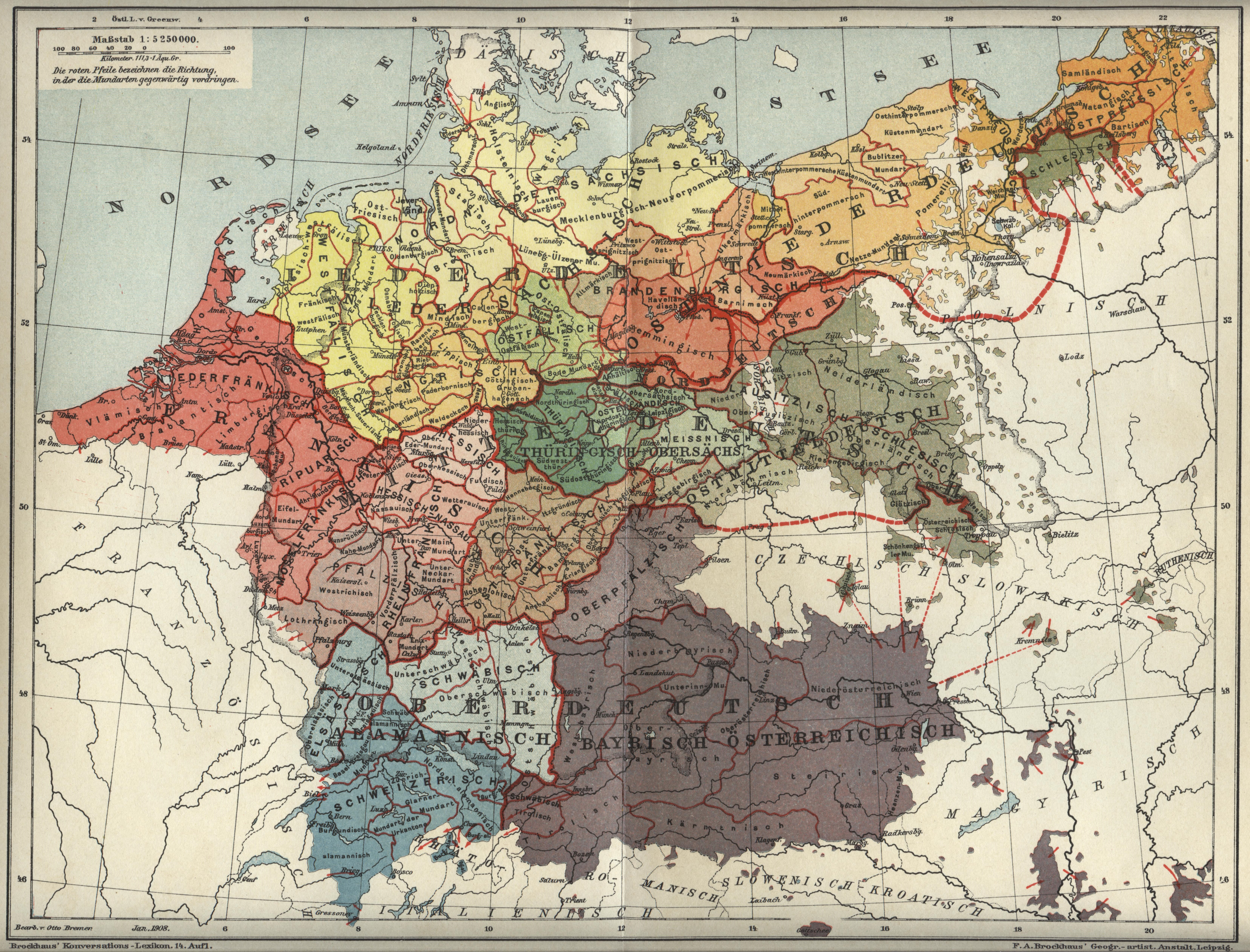
Hessische Dialekte in der Karte der deutschen Mundarten (1908)

Hessisch ist eine Gruppe von deutschen Mundarten, die gemäß ihrem Anteil an der hochdeutschen Lautverschiebung als mitteldeutsche Mundart gekennzeichnet ist und vorwiegend in Hessen, aber auch gebietsweise in Franken, Rheinland-Pfalz und Westfalen gesprochen werden.
Hessisch bildet gemeinsam mit dem Pfälzischen einerseits und einem Mischgebiet zwischen Hessisch, Pfälzisch, Südfränkisch („Badisch“) und Ostfränkisch im Rhein-Main-Neckar-Raum andererseits das Rheinfränkische. Auch Lothringisch wird teilweise zum Rheinfränkischen gezählt.
Das Fehlen des Übergangs von p > (p)f (Appel für „Apfel“) kennzeichnet das Rheinfränkische gemeinsam mit dem Moselfränkischen und dem Ripuarischen als westmitteldeutsche Mundart.
„Hessisch“ im Sinne der traditionellen Mundart ist nicht zu verwechseln mit dem modernen neuhessischen Regiolekt, der umgangssprachlich zwar oft als „Hessisch“ oder „hessischer Dialekt“ bezeichnet wird, mit echter traditioneller hessischer Mundart aber nur noch wenig zu tun hat.

## Geografische Verbreitung und Gliederung
Das Verbreitungsgebiet der hessischen Mundarten nimmt das Land Hessen bis auf den äußersten Norden und Nordosten, einen Teil von Rheinland-Pfalz (Westerwald, Rheinhessen, Taunus), Nordrhein-Westfalen (Wittgensteiner Land) und Bayern (Bayerischer Untermain) ein.
Man unterscheidet
- Südhessisch (Frankfurterisch sowie die Mundarten um Wiesbaden, Darmstadt und im Kreis Groß-Gerau, Rheinhessisch um Mainz, Untermainländisch um Aschaffenburg)
- Zentral- oder Mittelhessisch (Rheingauer Platt, Taunus, an der Lahn (Hinterländer Platt), im Vogelsberg, Wetterau bis zum Spessart)
- Wittgensteiner Platt (Wittgensteiner Land; Übergang zwischen Zentral- und Nordhessisch)
- Nordhessisch (Nordhessen südlich der Benrather Linie und ohne das Werratal)
- Osthessisch (um Fulda)

## Sprachliche Beschreibung

### Phonetik und Phonologie
Als sprachliche Grenzen gelten die Isoglossen ich (hessisch) / ik (niederdeutsch) sowie machen (hessisch) / maken (niederdeutsch) nach Norden zum Niedersächsischen und Westfälischen, Pund (hessisch) / Fund (thüringisch) nach Osten zum Thüringischen, Pund (hessisch) / Pfund (ostfränkisch) sowie Appel (hessisch) / Apfel (ostfränkisch) nach Osten zum Ostfränkischen, was (hessisch) / wat (ripuarisch/moselfränkisch) nach Westen zum Moselfränkischen und fest (hessisch) / fescht (pfälzisch) zum rheinfränkisch/pfälzischen/ostfränkischen Mischgebiet nach Süden. Wie man an den begrenzenden Isoglossen erkennt, unterliegt das Hessische der hochdeutschen Lautverschiebung bezüglich t > s und k > ch/h, den Übergang p > f zeigt es jedoch anders als das Ostmitteldeutsche nicht.
Die Grenze zum niederdeutschen Sprachraum ist durch ein hier räumlich sehr eng begrenztes Isoglossenbündel gekennzeichnet – die Benrather Linie, die hier anders als westlich und östlich kaum aufgefächert ist. Diese Sprachgrenze (beziehungsweise maken-machen oder ik-ich-Linie) zwischen niederdeutschen und mitteldeutschen Sprachvarietäten bzw. dem Hessischen gehört zwar zum Dialektkontinuum, ist aber vermutlich einer der am schärfsten ausgebildeten Übergangsbereiche im deutschen Sprachraum. Im Gegensatz dazu ist die Grenze nach Süden durch besonders weit gefächerte Isoglossen gekennzeichnet und entsprechend unscharf. Der Übergang zum Pfälzischen, zum Ostfränkischen und zum Thüringischen ist fließend.
Charakteristisch ist die fehlende Unterscheidung zwischen stimmhaftem und stimmlosen s bzw. sch sowie in Süd- und Mittelhessen zwischen ch einerseits und sch andererseits. Tendenziell werden alle diese Laute stimmhaft ausgesprochen, so dass phonetisch z. B. zwischen Kirche und Kirsche oder zwischen weiße und weise kaum ein Unterschied zu hören ist. Dies führt auch im Hochdeutschen teilweise zur Hyperkorrektur (Kirchbaum statt Kirschbaum).
Im mittel- und südhessischen Dialektgebiet überwog bei älteren Sprechern um 2014 das alveolare /r/, während im Norden und Osten Hessens, im Zentrum des Rhein-Main-Gebiets sowie im äußersten Süden uvulare Varianten vorherrschten. Um 1930 war das uvulare /R/ im Wesentlichen auf die Stadt Frankfurt und das Gebiet um Kassel beschränkt.

### Lexik
Das Hessische ist durch Restvorkommen besonders altertümlicher Wörter gekennzeichnet, deren Wortstämme in anderen Mundarten oder Sprachen kaum noch vorkommen, wie idrecken, itarucken für wiederkäuen, densen, dinsen für „mit aller Gewalt an etwas ziehen“ und ehren (ähren) für ackern/pflügen.
Der hessische Wortschatz wird von drei mehrbändigen Wörterbüchern dokumentiert, dem „Südhessischen Wörterbuch“ (abgeschlossen, 6 Bände), dem „Hessen-Nassauischen Volkswörterbuch“ (in Arbeit) und dem „Frankfurter Wörterbuch“ (abgeschlossen, 6 Bände).
Aus dem 19. Jahrhundert stammt A. G. E. Vilmars Idiotikon von Kurhessen (Marburg/Leipzig 1868) und Hermann von Pfisters Mundartliche und stammheitliche Nachträge zu A. F. C. Vilmar’s Idiotikon von Hessen (Marburg 1886).

### Grammatik
Südlich des Mains fehlt das Präteritum (Vergangenheitsform) und wird durch das Perfekt (vollendete Gegenwart) ersetzt; nördlich des Mains sind Präteritalformen hingegen üblich. Im Süden heißt es für standarddeutsch „ich kam“ also ich bin kumme, im Norden dagegen ich kåm. Ein zweiter wichtiger, allerdings gemeindeutscher Unterschied zur Standardsprache besteht im Ersatz des Genitivs durch präpositionale und dativische Umschreibungen. An Stelle von „Georgs Buch“ heißt es daher „des Buch vum Schorsch“ oder „em Schorsch soi Buch“.
Die hessische Syntax wurde in den 2010er-Jahren an der Philipps-Universität Marburg im Rahmen des Projekts „SyHD: Syntax hessischer Dialekte“ untersucht. Die Resultate wurden einerseits in Fachpublikationen veröffentlicht, andrerseits digital für das breite Publikum zugänglich gemacht.

## Geschichte
Über Veränderungen der hessischen Mundart in Lautstand, Wortschatz und geographischer Verbreitung in früheren Zeiten kann wegen fehlender mundartlicher Aufzeichnungen vor der Neuzeit wenig Direktes gesagt werden. Indirekt kann freilich mittels der Ausprägung der regionalen Kanzleisprache sowie dank der darin enthaltenen Hyperkorrekturen, aber auch mittels der Dialektgeographie die mittelalterliche Sprachgeschichte wenigstens teilweise erschlossen werden. Ein indirektes historisches Zeugnis des Hessischen ist auch die Dichtung von Johann Wolfgang von Goethe, denn vielen der von ihm verwendeten Reimpaare liegt die hessische Aussprache zugrunde, z. B. schön – gehn, neigen – reichen, versuchend – Tugend usw.
In hessischsprachigen Gebieten hat man schon sehr früh begonnen, die Kinder nur in hochdeutscher Aussprache zu erziehen, um es den Kindern in der Schule leichter zu machen. Maßgeblich war hier die ausschließliche Verwendung des Hochdeutschen in der Schule bereits im 19. Jahrhundert (insbesondere in den nach 1866 von Preußen annektierten Gebieten). Die Kinder waren sozusagen zweisprachig (bilingue), was nicht zum Nachteil geriet. In den städtischen Ballungsräumen ist der Dialekt nahezu erloschen. Die wirklich hessische Mundart wird heute noch in den Dörfern von meist älteren Bewohnern gesprochen.
Die heutige Umgangssprache Hessens ist verbreitet ein mundartlich gefärbtes Hochdeutsch, die alltagssprachlich ebenfalls als „Hessisch“ bezeichnet wird. Der sprachwissenschaftliche Ausdruck für den von manchen Bevölkerungsgruppen in Teilen des südlichen/mittleren Hessen gesprochenen „neuhessischen“ Regiolekt ist „Rhein-Main-Regiolekt“.

## Hessische Mundart in Medien und Kultur

### Einfluss der Medien
Besonders stark zu der verbreiteten Annahme, die Dialekte Südhessens seien „das Hessische“ schlechthin (als „Fernsehhessisch“ bekannt), hat wohl u. a. die ausgeprägte humoristische Tradition Südhessens in den Medien (s. u.) beigetragen. Zur besseren Identifikation des „Südhessischen“ wird daher mehr und mehr der Ausdruck „Äbbelwoihessisch“ (Apfelweinhessisch) benutzt.
In der Vergangenheit entwickelte sich – ungeachtet der Darmstädter Lokalposse Datterich von Ernst Elias Niebergall (siehe Link unten „Hessische Spielgemeinschaft“) im 19. Jahrhundert oder des Mainzer Mundartstücks „Der fröhliche Weinberg“ von Carl Zuckmayer – diese an Fastnacht, im Volkstheater (z. B. im Frankfurter Volkstheater von Liesel Christ und Lia Wöhr) und in der Dialektliteratur (z. B. Friedrich und Adolf Stoltze).

### Populärkultur
In Frankfurt gibt es seit 1995 mit REZI*BABBEL, dem Frankfurter Mundart-Rezitations-Theater, Mundartprogramme rund um Friedrich Stoltze (1816–1891) und andere Mundartdichter des 19. Jahrhunderts.
Es gibt mittelhessische Mundartgruppen, wie die Gruppe Odermennig (Hessisches Hinterland) im Landkreis Marburg-Biedenkopf, die Gruppen Fäägmeel und KORK (Landkreis Gießen) und die Gruppe Ulmtaler (Lahn-Dill-Kreis). Deren Texte, Lieder und Stücke entsprechen weitestgehend noch den regionalen Basisdialekten Mittel- und Oberhessens.
Mittlerweile sind auch mehrere Asterix-Bände und ein Band der Schlümpfe (Die Schlümpp uff Hessisch: Blauschlümpp unn Schwazzschlümpp) auf Hessisch erschienen.

### Hessische Wörterbücher
- Wolfgang Brückner: Frankfurter Wörterbuch. Aufgrund des von Johann Joseph Oppel und Hans Ludwig Rauh gesammelten Materials herausgegeben im Auftrag der Frankfurter Historischen Kommission in Verbindung mit dem Institut für Volkskunde/ Institut für Kulturanthropologie und Europäische Ethnologie der Johann Wolfgang Goethe-Universität Frankfurt am Main. Verlag Waldemar Kramer, Frankfurt am Main 1988, ISBN 3-7829-0360-9.
- Hessen-Nassauisches Volkswörterbuch. Aus den von Ferdinand Wrede angelegten und verwalteten Sammlungen ausgewählt und bearbeitet von Luise Berthold, Hans Friebertshäuser, Heinrich J. Dingeldein und Alexander Werth. Marburg 1927ff.
- Südhessisches Wörterbuch. Begründet von Friedrich Maurer. Nach den Vorarbeiten von Friedrich Maurer, Friedrich Stroh und Rudolf Mulch bearbeitet von Rudolf Mulch und Roland Mulch. 6 Bände. Marburg, später Darmstadt 1965–2010. Online.